# Mwaka Moon (chanson)
Pour les articles homonymes, voir Mwaka.
Singles de Kalash
Piano Sombre
(2017) Dress Code
(2017)
Singles par Damso
Mobali (de Siboy, ft. Benash)
(2017) Tueurs
(2017)
Mwaka Moon est un single musical de Kalash featuring Damso, troisième extrait de l'album Mwaka Moon. 
Le single dont le clip est dévoilé le 5 octobre 2017 connait le succès à sa sortie et est certifié single de diamant en France, il se classe numéro 1 des ventes en France pendant huit semaines.

## Classements

### Classements hebdomadaires
| Classement                               | Meilleure position |
| ---------------------------------------- | ------------------ |
| Allemagne (Media Control AG)             | 26                 |
| Autriche (Ö3 Austria Top 40)             | 67                 |
| Belgique (Wallonie Ultratop 50 Singles)  | 1                  |
| Belgique (Wallonie Ultratop R&B/Hip-Hop) | 1                  |
| France (SNEP)                            | 1                  |
| Italie (FIMI)                            | 19                 |
| Suisse (Schweizer Hitparade)             | 25                 |

### Classements annuels
| Classement (2017)            | Position |
| ---------------------------- | -------- |
| France (SNEP)                | 6        |
| Belgique (Wallonie Ultratop) | 78       |
| Classement (2018)            | Position |
| France (SNEP)                | 19       |
| Italie (FIMI)                | 81       |
| Belgique (Wallonie Ultratop) | 68       |

## Certifications
| Région                                                                                                 | Certification | Ventes/Streams                  |
| --- | ------------- | ------------------------------- |
| France (SNEP)                                                                                          | Diamant       | 35 000 000 d'équivalent streams |
| Belgique (BEA)                                                                                         | Or            | 15 000 000 d'équivalent streams |
| Allemagne (GfK)                                                                                        | Or            | 150 000 d'équivalent streams    |
| *Ventes selon la certification ^Mise en rayon selon la certification xNon précisé par la certification |               |                                 |